# Lyman (Washington)
Lyman je gradić u američkoj saveznoj državi Washington. Prema popisu stanovništva iz 2010. u njemu je živjelo 438 stanovnika.